# Osmia cahuilla
Osmia cahuilla là một loài Hymenoptera trong họ Megachilidae. Loài này được Cooper mô tả khoa học năm 1993.